# Рязанова, Ирина Анатольевна
Ири́на Анато́льевна Ряза́нова (; род. 13 марта 2001, Дмитров, Московская область) — российская кёрлингистка.
Чемпионка России среди женщин и среди смешанных команд, обладатель Кубка России среди женщин. В составе юниорской сборной России чемпионка мира (2019).
В «классическом» кёрлинге (команда из четырёх человек одного пола) играет в основном на позициях второго и третьего. Во второй половине сезона 2023—2024 скип команды.
Мастер спорта России международного класса (2019, кёрлинг).

## Достижения
- Чемпионат России по кёрлингу среди женщин: золото (2024), бронза (2019, 2022, 2023).
- Кубок России по кёрлингу среди женщин: золото (2017), серебро (2024), бронза (2020).
- Чемпионат России по кёрлингу среди смешанных команд: золото (2024).
- Кубок России по кёрлингу среди смешанных команд: бронза (2023).
- Чемпионат мира по кёрлингу среди юниоров: золото (2019), бронза (2020).

## Команды
| Сезон                                               | Четвёртый             | Третий                   | Второй               | Первый                   | Запасной                                                         | Турниры                                  |
| --------------------------------------------------- | --------------------- | ------------------------ | -------------------- | ------------------------ | ---------------------------------------------------------------- | ---------------------------------------- |
| 2015—16                                             | Ксения Шевчук         | Ирина Рязанова           | Влада Румянцева      | Анастасия Мищенко        | Анастасия Шустрова                                               | ЧРЖ 2016 (5 место)                       |
| 2016—17                                             | Влада Румянцева       | Анастасия Мищенко        | Ирина Рязанова       | Анастасия Шустрова       |                                                                  | КРЖ 2016 (4 место)                       |
| 2016—17                                             | Ксения Шевчук         | Влада Румянцева          | Ирина Рязанова       | Анастасия Мищенко        | Анастасия Шустрова тренер: Татьяна Лукина                        | ЧРЖ 2017 (8 место)                       |
| 2017—18                                             | Влада Румянцева       | Ксения Шевчук            | Ирина Рязанова       | Анастасия Мищенко        | Анастасия Шустрова                                               | КРЖ 2017                                 |
| 2017—18                                             | Влада Румянцева       | Вера Тюлякова            | Ирина Рязанова       | Анастасия Даньшина       | Дарья Патрикеева тренер: Алексей Целоусов                        | ЧМЮ 2018 (8 место)                       |
| 2017—18                                             | Влада Румянцева       | Анастасия Мищенко        | Ирина Рязанова       | Ксения Шевчук            | Анастасия Шустрова                                               | ЧРЖ 2018 (6 место)                       |
| 2018—19                                             | Влада Румянцева       | Дарья Морозова           | Ирина Рязанова       | Анастасия Мищенко        | Вера Тюлякова (ЧМЮ) тренер: Андрей Дроздов                       | ЧМЮ 2019 · ЧРЖ 2019                      |
| 2019—20                                             | Влада Румянцева       | Александра Кардапольцева | Ирина Рязанова       | Анастасия Мищенко        | Марина Веренич                                                   | КРЖ 2019 (10 место)                      |
| 2019—20                                             | Влада Румянцева       | Вера Тулякова            | Ирина Рязанова       | Анастасия Мищенко        | Александра Кардапольцева тренеры: Андрей Дроздов, Татьяна Лукина | ЧМЮ 2020                                 |
| 2020—21                                             | Влада Румянцева       | Ирина Рязанова           | Анастасия Мищенко    | Александра Кардапольцева | Алина Лёц тренеры: Татьяна Лукина, Марина Веренич                | КРЖ 2020 · ЧРЖ 2020 (10 место)           |
| 2020—21                                             | Влада Румянцева       | Ирина Рязанова           | Анастасия Мищенко    | Александра Кардапольцева | Алина Лёц тренеры: Татьяна Лукина, Марина Веренич                | ЧРЖ 2021 (12 место)                      |
| 2021—22                                             | Влада Румянцева       | Анастасия Мищенко        | Ирина Рязанова       | Александра Кардапольцева | Алина Лёц (ЧРЖ) тренеры: Татьяна Лукина, Марина Веренич          | КРЖ 2021 (6 место) · ЧРЖ 2022            |
| 2022—23                                             | Влада Румянцева       | Ирина Рязанова           | Анастасия Мищенко    | Александра Кардапольцева | Алина Лец тренеры: Татьяна Лукина, Марина Веренич                | КРЖ 2022 (5 место)                       |
| 2022—23                                             | Влада Румянцева       | Ирина Рязанова           | Дарья Морозова       | Анастасия Мищенко        | Александра Кардапольцева тренеры: Татьяна Лукина, Марина Веренич | ЧРЖ 2023                                 |
| 2023—24                                             | Влада Румянцева       | Ирина Рязанова           | Дарья Морозова       | Анастасия Мищенко        | тренеры: Алексей Стукальский, Марина Веренич                     | КРЖ 2023 (4 место)                       |
| 2023—24                                             | Ирина Рязанова        | Дарья Морозова           | Анастасия Мищенко    | Александра Мельникова    | Дарья Стёксова тренеры: Алексей Стукальский, Марина Веренич      | ЧРЖ 2024                                 |
| 2024—25                                             | Александра Стояросова | Ирина Рязанова           | Александра Мозжерина | Виктория Сачкова         | тренер: Артём Шмаков                                             | КРЖ 2024 · ЧРЖ 2025 (8 место)            |
| Кёрлинг среди смешанных команд (mixed curling)      |                       |                          |                      |                          |                                                                  |                                          |
| 2017—18                                             | Александр Ерёмин      | Дарья Морозова           | Алексей Тузов        | Ирина Рязанова           |                                                                  | ЧРСК 2018                                |
| 2020—21                                             | Влада Румянцева       | Алексей Филиппов         | Ирина Рязанова       | Пётр Кузнецов            |                                                                  | ЧРСК 2021 (5 место)                      |
| 2021—22                                             | Кирилл Суровов        | Ольга Котельникова       | Пётр Кузнецов        | Ирина Рязанова           |                                                                  | ЧРСК 2022 (9 место)                      |
| 2023—24                                             | Михаил Васьков        | Ирина Рязанова           | Александр Ерёмин     | Анастасия Мищенко        | тренеры: А.Д. Грецкая, Д.Н. Степанов                             | КРСК 2023                                |
| 2023—24                                             | Михаил Васьков        | Ирина Рязанова           | Александр Ерёмин     | Анастасия Мищенко        | тренеры: В.Н. Гудин, А.В. Стукальский                            | ЧРСК 2024                                |
| 2024—25                                             | Иван Казачков         | Ирина Рязанова           | Лев Турченко         | Виктория Сачкова         | тренер: А.С. Шмаков                                              | КРСК 2024 (5 место)                      |
| 2024—25                                             | Иван Казачков         | Ирина Рязанова           | Иван Сысоев          | Виктория Сачкова         | тренер: А.С. Шмаков                                              | ЧРСК 2025 (5 место)                      |
| Кёрлинг среди смешанных пар (mixed doubles curling) |                       |                          |                      |                          |                                                                  |                                          |
| 2017—18                                             | Ирина Рязанова        | Вадим Сивачёв            |                      |                          |                                                                  | КРСП 2017 (10 место)                     |
| 2020—21                                             | Ирина Рязанова        | Пётр Кузнецов            |                      |                          |                                                                  | КРСП 2020 (10 место)                     |
| 2021—22                                             | Ирина Рязанова        | Кирилл Суровов           |                      |                          | тренеры: А.Д. Грецкая, Д.Н. Степанов                             | ЧРСП 2022 (4 место)                      |
| 2022—23                                             | Ирина Рязанова        | Кирилл Суровов           |                      |                          | тренеры: А.Д. Грецкая, Т.А. Лукина                               | ЧРСП 2023 (9 место)                      |
| 2023—24                                             | Ирина Рязанова        | Александр Ерёмин         |                      |                          | тренеры: А.Д. Грецкая, Д.Н. Степанов                             | КРСП 2023 (11 место)                     |
| 2023—24                                             | Ирина Рязанова        | Александр Ерёмин         |                      |                          | тренеры: В.Н. Гудин, А.Д. Грецкая                                | ЧРСП 2024 (8 место)                      |
| 2024—25                                             | Ирина Рязанова        | Даниил Зазульских        |                      |                          | тренер: А.С. Шмаков                                              | КРСП 2024 (5 место) ЧРСП 2025 (20 место) |

(скипы выделены полужирным шрифтом)

## Частная жизнь
Родилась и живет в городе Дмитров. Начала заниматься кёрлингом в 2009 году в возрасте 8 лет.